# Jacques Benier
Jacques Grégoire Benier est un homme politique français né le 8 juin 1788 à Montoire-sur-le-Loir (Loir-et-Cher) et décédé le 8 novembre 1855 au même lieu.

## Biographie
Propriétaire et marchand de bois, conseiller général, il est député de Loir-et-Cher de 1849 à 1851, siégeant au groupe d'extrême gauche de la Montagne.

## Sources
- « Jacques Benier », dans Adolphe Robert et Gaston Cougny, Dictionnaire des parlementaires français, Edgar Bourloton, 1889-1891 [détail de l’édition]